# Jean-Daniel Simon
 (avril 2016).
Si vous disposez d'ouvrages ou d'articles de référence ou si vous connaissez des sites web de qualité traitant du thème abordé ici, merci de compléter l'article en donnant les références utiles à sa vérifiabilité et en les liant à la section « Notes et références ».
Pour les articles homonymes, voir Simon (patronyme).
Jean-Daniel Simon, né à Salon-de-Provence le 30 novembre 1942 et mort à Paris le 3 février 2021, est un réalisateur et acteur français.

## Biographie
Jean-Daniel Simon débute comme assistant réalisateur à 18 ans, en 1960. Il travaille successivement avec Maurice Pialat, Michel Boisrond, Marc Allégret, Vittorio Sala, Roger Vadim, Claude Lelouch, Guy Gilles, Claude Faraldo et François Reichenbach.

### Jeune réalisateur
À 20 ans, il réalise ses premiers courts métrages pour le cinéma : Les Chroniques de France pour Pathé Cinémas et pour la télévision dans les émissions Pour le plaisir produite par Roger Stéphane, Cinéma, produite par Frédéric Rossif, Dim Dam Dom, produite par Daisy de Galard, Cinq colonnes à la une, produite par Pierre Lazareff, Pierre Desgraupes, Pierre Dumayet et Igor Barrère, L'âge de ... produite par Daniel Karlin et Claude May.
Dans la même période, il réalise de nombreux films publicitaires, dont plusieurs sont primés internationalement (Lotus et EDF).
Il réalise à 24 ans son premier long-métrage La Fille d'en face.

### Société des réalisateurs de films
Après les évènements de 1968, se crée la Société des réalisateurs de films ; il en devient le secrétaire général adjoint, avec Pierre-Henri Deleau. Il œuvre à la création, au festival de Cannes, à la Quinzaine des réalisateurs.
De 1975 à 1977 il préside la Société des réalisateurs de films, puis en devient le vice-président pendant 8 ans.

### Jury de festivals
Il a été membre du jury de différents festivals internationaux : Hyères, Moscou, Belfort, Grenoble, Cannes (Caméra d'Or), Amiens, Leipzig, forum européen de Strasbourg, Fipa de Biarritz.
Il préside le Festival international du court métrage et du film documentaire de Lille de 1977 à 1980. En 1982, il représente les réalisateurs au comité de lecture de Films A2 et, de 1986 à 1993, à la commission d'art et essai du Centre national de la cinématographie (CNC).

### Vie privée
Il épouse l'actrice Sylvie Fennec qu'il avait engagée pour son film Adélaïde (1968). Ils auront un enfant, Dimitri Simon (photographe et graphiste), né le 2 février 1971 à Paris.

## Filmographie

### Réalisateur
- 1967 : La Fille d'en face, scénario de Roman Polanski et Gérard Brach, musique de Pierre Vassiliu. Avec la chanteuse Dani, Pascal Aubier, Bernard Verley, Marika Green, Joël Barbouth et Albane Navizet. Participe au Festival de Rio de Janeiro, Dakar, Tananarive, Damas.
- 1968 : Adélaïde, avec Sylvie Fennec, Ingrid Thulin, Jean-Pierre Bernard et Jean Sorel. Participe au Festival de Londres, New York, New Delhi, Rio de Janeiro
- 1970 : Ils[4], avec Alexandra Stewart, André Dussollier, Michel Duchaussoy, Charles Vanel, Dani, Henri Crémieux. Participe au Festival de Damas, Dakar, Cannes (projection Quinzaine des Réalisateurs en hommage à Charles Vanel).
- 1974 : Il pleut toujours où c'est mouillé. Prix Paul Vaillant-Couturier. Participe au Festival de Cannes (Quinzaine des réalisateurs), N.Y, La Réunion, Moscou, Helsinki.
- 1976 : Cinéma 16 (épisode Un été à Vallon), série télévisée avec Jean-Pierre Bernard, Myriam Boyer, Nathalie Guerin, Jacques Serres, Jean Le Mouël, Sauvion. Représente FR3 au Prix Italia.
- 1976 : Histoires peu ordinaires, série TV, 8 films produits par Pierre Kalfon et Georges Chappedelaine.
- 1976 : Ben Chavis, les dix de Wilmington, court métrage. Prix du CNC, sélectionné aux Césars, Festival Leipzig, Lille.
- 1978 : Angela Davis, l'enchaînement[3]
- 1980 : Cinéma 16 (épisode Le temps d'une miss), série télévisée avec Jean-Pierre Bernard, Anne Parillaud, Roger Dumas.
- 1980 : L'Examen avec Myriam Boyer, Philippe Rouleau, Florence Pernel, Daniel Langlet.
- 1983 : Cinéma 16 (épisode Pas perdus), série télévisée avec Jean-Pierre Bernard, Claude Melki, Marina Vlady, Jacques Serres, Sophie Renoir, Roger Dumas, Joel Barbouth. Prix National de la critique Télévision.
- 1983 : Image interdite avec Sylvie Fennec, Daniel Langlet, Anne Teyssedre, Jacques Serres. Grand Prix Futura au Festival de Berlin.
- 1983 : Pour que d'autres puissent vaincre avec Daniel Langlet, Pierre Baux, Arnaud Lacoste.
- 1984 : La Nuit et le Moment d'après Pierre Moinot, avec Amidou, Philippe Lelievre, Joel Barbouth, Nathalie Juvet, Sophie Cafarel.
- 1984 : coscénariste du Mystérieux Docteur Cornelius
- 1985 : La Filière noire, avec Michel Auclair, Roger Dumas, Jacques Portet, Anne Fontaine. Produit par FR3 mais jamais diffusé[5].

### Acteur
- 1963 : Le Vice et la Vertu, de Roger Vadim :  Ludwig
- 1965 : L'Amour à la mer, de Guy Gilles
- 1987 : Camp de Thiaroye d'Ousmane Sembène : le capitaine Raymond

## Publications
- Il pleut toujours où c'est mouillé, Éditeurs français réunis
- Angela Davis, l' enchaînement[2], Éditeurs français réunis
- Guide du cinéma africain (codirecteur), Édition CCAS

## Distinctions

### Nomination
- César 1978 : nomination au César du meilleur court-métrage documentaire pour Benchavis

### Décoration
- 2002 :  Officier de l'ordre des Arts et des Lettres